# Visimar

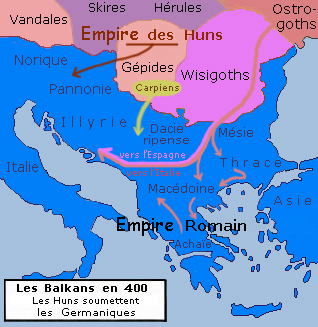
mapa

Visimar také Wisimar (? - 335?) byl ve 4. století vládce vandalského kmene Hasdingů. Život této historické postavy je pro nedostatek historických informací velmi málo známý. Je považován za jednoho z prvních panovníků Vandalů. Území které ovládl včetně okupovaných území se rozkládalo na území dnešní Transylvánie v Rumunsku, povodí řeky Tisa na Ukrajině a část tehdejší římské provincie Dácie. Je velmi pravděpodobné, že zemřel v roce 335, kdy byl svržen, spolu s větší částí svého lidu gótským králem Geberichem, který si poté Vandaly podmanil. Poražení Vandalové se z okupovaných území stáhli do míst odkud přišli.